# 581 Тонтонія
581 Тонтонія (581 Tauntonia) — астероїд зовнішнього головного поясу, відкритий 24 грудня 1905 року Джоелем Хастінґсом Меткалфом у Тонтоні, Массачусетс.
Тіссеранів параметр щодо Юпітера — 3,077.